# Неначе степом чумаки…
«Неначе степом чумаки…» — вірш Тараса Шевченка, написаний ним 1849 року у Раїмі.

## Написання і публікація
Збереглося два чистових автографів вірша: у «Малій книжці»; у «Більшій книжці». Автографи не датовано.
Вірш датується за місцем автографа в «Малій книжці» серед творів 1849 року та часом перебування Шевченка (під час зимівлі Аральської описової експедиції на Косаралі в 1848—1849 роках) в Раїмі з січня по квітень 1849-го, орієнтовно: січень — квітень 1849 року, Раїм.
Найраніший відомий текст — чистовий автограф у «Малій книжці», до якої Шевченко переписав вірш без номера першим у першому зшитку за 1849 рік, орієнтовно наприкінці 1849-го — на початку 1850 року, з невідомого ранішого автографа. Пізніше, очевидно у 1857 році, наприкінці свого перебування на засланні, в Новопетровському укріпленні, він олівцем замінив два слова в рядку 6, вставив слово в останньому рядку 13. У 1885 році, не раніше 18 березня і не пізніше 22 листопада, Шевченко переписав твір з «Малої книжки» до «Більшої книжки» зі змінами у рядках 2 — 4, 10 — 13. Під час переписування він зробив виправлення у рядках 3, 10, виправив описку в рядку 3.
Вперше вірш надруковано за «Більшою книжкою» з незначною відміною в рядку 12 («годи» замість «года») у виданні: «Кобзарь Тараса Шевченка / Коштом Д. Е. Кожанчикова» 1867 року (СПб., стор. 444) і того ж року за цим виданням у книжці: «Поезії Тараса Шевченка» (Львів, том 2, стор. 235).
Відомий нам список вірша «Неначе степом чумаки…» у рукописній збірці, тепер неповній, віршів та поем другої половини XIX ст походить від перших публікацій.

## Сюжет
Вірш є поетичним заспівом до творів 1849 року. У ньому виявилася висока громадянська мужність і незламність поета-революціонера. Усвідомлюючи, що за свою поезію він може зазнати нового тяжкого покарання, все ж і третій рік неволі поет починає віршами («Уже два года промережав, // І третій в добрий час почну»).